# Harry Parkes
Henry Arthur Parkes (Birmingham, 4 gennaio 1920 – Solihull, 4 marzo 2009) è stato un calciatore inglese, di ruolo terzino.

## Carriera
Con la maglia dell'Aston Villa ha collezionato 345 presenze.